# Epitrichius magnificus
Epitrichius magnificus är en skalbaggsart som beskrevs av Krajcik och Chou 2008. Epitrichius magnificus ingår i släktet Epitrichius och familjen Cetoniidae. Inga underarter finns listade i Catalogue of Life.